# Савич, Александр Антонович
Алекса́ндр Анто́нович Са́вич (1 марта 1890, село Переволока Гродненской губернии — 21 октября 1957, Москва) — историк, педагог, доктор исторических наук (1935), профессор (1926), зав. кафедрой русской истории Пермского университета (до 1931), зав. кафедрой истории народов СССР Пермского пединститута (1931–1932), автор первого учебника по истории Урала.

## Образование и начало научной деятельности
Выпускник историко-филологического факультета Московского университета 1917 года.
В 1917-1920 гг. в Саратовском университете под руководством известных ученых М. К. Любавского и В. И. Веретенникова работал над магистерской диссертацией «Западнорусские школы в XVI—XVIII вв.»
1921-1924 гг. — доцент кафедры русской истории Белорусского университета.

## Деятельность в Перми
В 1924 был избран по конкурсу доцентом Пермского университета.
В 1926 был выдвинут на должность профессора по кафедре русской истории Пермского университета.
Читал лекционные курсы по истории России, первым стал вести на педагогическом факультете курс по истории Урала. Работал зам. декана педагогического факультета, заведующим кафедрой русской истории Пермского университета.
1931—1932 гг. — профессор, заведующий кафедрой истории народов СССР Пермского пединститута.

### А. А. Савич — исследователь истории Урала
С середины 1920-х до начала 1930-х годов Александр Антонович создал научную школу пермских историков-ураловедов, начал исследование истории русской колонизации Пермского края, народных движений на его территории и хозяйственного освоения Прикамья.
Его курс лекций по истории региона — «Прошлое Урала», опубликованный 1925 году — стал первым историческим исследованием, обобщающим весь огромный период времени от заселения Урала человеком и до конца XIX века.
Отдельно были исследованы проблемы крестьянского и рабочего движения в дореволюционный период. Так, в его «Очерках истории крестьянских волнений на Урале в XVIII—XX вв.» (М., 1931), на основании анализа и обобщения значительных объёмов архивного материала, была дана иная, отличная от господствовавшей в эти годы и гораздо более низкая оценка организованности и зрелости волнений рабочих в крепостную эпоху. Исследователь видел в этих волнениях полурабочих-полукрестьян.
Савич также анализировал события пугачёвского движения на Урале и в Прикамье, публиковал интересные статьи о деятельности Чермозского тайного «Общества вольности» в пермском имении Лазаревых 1836 года, истории монастырской колонизации и монастырского хозяйства на Урале в XVI-XVII вв. и ряд других. Его научная деятельность послужила основой для дальнейшего развития традиций и опыта пермского исторического краеведения.

### Краеведческая деятельность в Перми
- Заместитель председателя научного краеведческого общества — Кружка по изучению Северного края при Пермском университете.
- Один из членов-учредителей Пермского этнографического общества.
- Член Общества исторических, философских и социальных наук при ПГУ.
- Член Пермского общества краеведения.

Во всех этих организациях Савич выступал с научными сообщениями по истории и культуре Урала, рассказывал об антикрепостнических выступлениях. Делал доклады по проблемам историографии. Некоторая часть этих сообщений была опубликована в виде статей.

## 1932 год и позднее
В 1932 году, на основании того, что Савич проводит «антимарксистские установки в своих научных трудах» и не обеспечивает «преподавание своего предмета на основе марксистско-ленинской методологии», он был «отчислен» от занимаемой должности профессора Пермского пединститута, однако в дальнейшем переведён в Ярославский пединститут.
В последующие годы работал в вузах Минска и Москвы, в Государственном историческом музее, Институте истории АН СССР. Последнее место работы — Московский государственный заочный педагогический институт.
Похоронен на Введенском кладбище (6 уч.).

## Основные труды
А. А. Савичу принадлежат более 120 печатных работ, в том числе ряд монографий.
- Савич А. А. Прошлое Урала: Исторические очерки — Пермь: 1925. — 133 с. — 1000 экз.
- Пугачевщина на Урале // Экономика. 1925. № 1.
- Тайное «Общество вольности» на Чермозском вотчинном (Лазаревском) заводе 1836 г. // Перм. краевед. сб. Пермь, 1926. Вып.2.
- Из истории крестьянских волнений на Урале в первой половине XIX в. // Там же.
- Соловецкая вотчина XV—XVII в. — Пермь: Б.и., 1927. — 280 с.
- Из истории монастырской колонизации и хозяйства на Урале XVI—XVII вв. // Перм. Краевед. сб. Пермь, 1928. Вып.4.
- Монастырское землевладение на русском Севере XIV—XVII вв. // Учен. зап. Пермского ун-та. Отд. общ. наук. Вып. 2. Пермь, 1931.
- Очерки истории крестьянских волнений на Урале в XVIII—XX вв. М., 1931, и др.
- Нариси з історії культурних рухів на Вкраїні та Білорусі в XVI—XVII в. (1929).